# 谢恕
谢恕（？—？），字茂理，毋斂（今貴州省獨山縣、荔波縣）人，晉朝牂柯蛮首领。

## 生平
自稱漢朝功曹謝暹的後裔，咸和七年（332年），他和朱提郡太守董炳、寧州刺史尹奉、建寧郡太守霍彪、興古郡太守爨琛一起抵禦成漢李壽對寧州的進攻，寧州陷落，董炳、霍彪、尹奉投降，谢恕、爨琛不降，東晉朝廷嘉獎，晉成帝任命谢恕為撫夷中郎將、冠軍將軍、寧州刺史。從此，謝氏開始世代領有牂柯地區（在今贵州境内，郡治回由凯里南迁瓮安），直到唐朝。